# فاروق الرشيدي
فاروق فؤاد الرشيدي (20 يناير 1942 - 11 فبراير 2017) ممثل مصري.

## عن حياته
ولد الفنان فاروق الرشيدى بمصر ودرس بالمعهد العالي للسينما، وحصل على منحة دراسية في الأتحاد السوفيتي كما حصل من خلالها على الدكتوراه في الإخراج وبدأ  مشواره الفنى من خلال مسلسل إذاعي «رنين الصمت»، من بعدها إتخذ طريقه إلى التلفزيون ، فظهر في عدة مسلسلات تلفزيونية تعرف عليه الجمهور من خلالها ، كما مثل «بين القصرين» و«لن أعيش في جلباب أبي» و«أم كلثوم» ، وخلال مشواره حصل على العديد من الجوائز ، كما حصل على دكتوراه (الكانديدات) في الإخراج من الاتحاد السوفيتي كجزء من بعثة دراسية عادت للتدريس في المعهد العالي للسينما عام 1975.

## الأعمال

### مسلسلات
- إبن موت 2012 والد ليلى
- كان ياما كان 2012
- مكتوب على الجبين 2011
- مشرفة رجل من هذا الزمان 2011
- مذكرات سيئة السمعة 2010
- وتر مشدود 2009
- العائد 2008 ابوة حربي
- الفنار 2008
- قلب امرأه 2007
- نافذة على العالم 2007
- قضية رأي عام 2007
- الإمام محمد عبده 2005
- مصر الجديدة 2004
- همام وبنت السلطان 2002
- جحا المصري 2002
- أم كلثوم 1999 أمبن المهدي
- رد قلبي 1998
- نحن لا نزرع الشوك 1998
- هارون الرشيد 1997 الوزير
- التوأم 1997
- نصف ربيع الآخر 1996
- لن أعيش في جلباب أبي 1996 فهيم
- الأبطال 1996
- الزيني بركات 1995 السلطان الغووي
- قصر الشوق 1988 إبراهيم شوكت
- بين القصرين 1987
- أوراق مصرية ج1

### أخرى
- المناسبات (1988)
- 3 وجوه للحب 1969
- رنين الصمت إ مسلسل ذاعي 1900
- جائزة نهاية العمر: سهرة تلفزيونية
- خيوط الشمس: سهرة تلفزيونية
- سلاسل الحب بدور إبراهيم

## وفاته
توفي في يوم 11 فبراير 2017 في مصر عن عمر يناهز 75 عاما بعد تعرضه لأزمة صحية وقد تم تشييع جثمانه في مسجد السيدة نفيسة عقب صلاة الظهر.

## روابط خارجية
- صفحة الممثل على موقع السينما